# 滯呆叉鰾石首魚
滯呆鰾石首魚（學名：Stellifer oscitans）為輻鰭魚綱鱸形目鱸亞目石首魚科的其中一種，分布東太平洋區，從尼加拉瓜至秘魯海域，棲息深度可達30公尺，體長可達25公分，棲息在沿海泥底質淺海域，可作為食用魚。